# Simon Crean
Simon Findlay Crean (Melbourne, 26 febbraio 1949 – Berlino, 25 giugno 2023) è stato un politico australiano, attualmente ricopre le cariche di ministro dello sviluppo regionale e locale.
È stato leader del Partito Laburista Australiano e leader dell'opposizione a livello federale dal novembre 2001 al 2 dicembre 2003.